# Лим Суджон (актриса)
Лим Суджон (кор. 임수정) — южнокорейская актриса.

## Биография
Родилась в 1979 году, первый ребёнок в семье; позже у неё родился брат.
В 2001 году Суджон приняла участие в итоге сыграв в фильме «School 4».
На Международном пусанском кинофестивале Им Суджон выбрали лучшей в номинации «самая желанная актриса для участия в международном азиатском кинопроекте».

## Награды
2004 KBS Drama Awards: Best New Actress Award (Sorry I Love You)
2004 KBS Drama Awards: Best Couple Award with So Ji Sub (Sorry I Love You)
2004 KBS Drama Awards: Popularity Award (Sorry I Love You)
2004 KBS Drama Awards: Netizen Award (Sorry I Love You)
2003 MBC Drama Awards: Best New Actress Award
2003 24th Blue Dragon Film Awards: Best New Actress Award
2003 Pusan Film Festival Critics Choices: Best New Actress Award
2003 Director’s Cut: New Face Award

## Фильмография
- Меланхолия (сериал, 2021)
- Поиск: WWW (сериал, 2019)

- Чикагская печатная машинка / Печатная машинка из Чикаго (сериал, 2017)

- Идеальное предложение (2015)
- Она — моя жена (2012)
- То дождь, то солнце (2010)
- В поисках мистера Судьбы (2010)
- Даосский маг Чон Учхи (2009)
- Пхукет (2009)
- Счастье (2007)
- Я киборг, но это нормально (2006)
- Кусок сахара (2006)
- Грустное кино (2005)
- Прости, я люблю тебя (сериал, 2004)
- История двух сестёр (2003)
- Романтичный президент (2002)